# کارینه استپانیان
کارینه خاچیکی استپانیان (ارمنی: Կարինե Խաչիկի Ստեփանյան؛ زادهٔ ۲۸ اکتبر ۱۹۵۲) یک اقتصاددان، سیاستمدار اهل ارمنستان است که از تاریخ ۱۹۹۰ تا تاریخ ۱۹۹۵ سمت نمایندگی دوره اول شورای عالی جمهوری ارمنستان را برعهده داشت.

## زندگی‌نامه
در ۲۸ اکتبر ۱۹۵۲ در ایروان به دنیا آمد و از دانشگاه دولتی ایروان (۱۹۷۳) فارغ‌التحصیل شد. 